# Palazzo Magnani

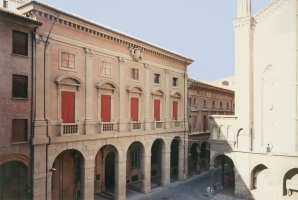
Die Fassade des Palazzo Magnani, ein Werk der Spätrenaissance

Der Palazzo Magnani ist ein Palast in Bologna in der italienischen Region Emilia-Romagna. Die Familie Magnani ließ ihn errichten.

## Geschichte und Beschreibung
Der Bau des Palastes begann 1577, nachdem Lorenzo Magnani Senator der Stadt geworden war. Der Architekt Domenico Tibaldi wurde damit beauftragt, starb aber bereits 1583 und wurde durch Floriano Ambrosini ersetzt. 1797 fiel der Palast als Erbe an die Familie Guidotti, die ihn in der zweiten Hälfte des 19. Jahrhunderts an die Malvezzi Campeggis verkaufte. Das Wappen dieser Familie ist heute noch auf der Fassade zu sehen.
Heute ist der Palast Sitz der Unicredit-Bank; in seinem Inneren wird eine Sammlung von Gemälden der Bologneser Schule des 16.–18. Jahrhunderts bewahrt. Zu den signifikantesten Stücken zählt ein Freskenfries mit der Geschichte der Gründung Roms, geschaffen 1590 von Ludovico, Annibale und Agostino Carracci im Senatorensaal. Von gleicher Bedeutung ist der Monumentalkamin, ebenfalls ein Werk von Ambrosini, verziert mit den Statuen von Mars und Minerva, geformt von Gabriele Fiorini, und darüber eine Darstellung der „Ludi lupercali“ (dt.: Wölfische Spiele, bezogen auf Romulus und Remus) von Annibale Carracci. Die Statue von Herkules im Innenhof, ebenfalls ein Werk Fiorinis, zeigt die Gesichtszüge von Lorenzo Magnani, Senator und Auftraggeber des Frieses der Gebrüder Carracci.